# Ligne de Labenne à Seignosse
La ligne de Labenne à Seignosse est une ancienne ligne de chemin de fer française à écartement standard à voie unique non électrifiée de la région Aquitaine. Elle reliait Labenne à Seignosse, à 17 km au nord. 
Elle permettait une correspondance depuis les trains venant de Paris, Bordeaux ou Hendaye vers le nord jusqu'à Seignosse.
Elle a été ouverte le 1er février 1912. Elle fut successivement propriété de la société des chemins de fer du Born et du Marensin puis du réseau des voies ferrées des Landes.
Elle a été brièvement fermée au début de la Seconde Guerre Mondiale. Puis définitivement dans les années 1950 et remplacée par un service de cars.
L'essentiel de l'activité était le transport de produits forestiers et la desserte de l'embranchement de la Briquetterie et Tuilerie de l'Aquitaine, à Soorts.
La ligne était exploitée par des locomotives à vapeur de type 030T assez lentes. Leurs cheminées étaient équipées de chapeau anti-flammèches pour éviter les incendies, car l'essentiel du parcours se situe dans la forêt des Landes. 
À l'ouverture de la ligne, il fallait 55 min pour la parcourir. Et 1 h 20 min lors de la reprise du service voyageurs pendant la guerre.

## Dates principales
Source :
- Concession : 5 octobre 1908
- Ouverture : 1er février 1912
- Fermeture aux voyageurs : 15 mai 1939
- Réouverture aux voyageurs : juin 1940
- Fermeture définitive aux voyageurs : 27 avril 1950
- Fermeture définitive aux marchandises : 1er mars 1957

## Gares du parcours
Source :
- Labenne-Midi (km 0)
- Labenne-Ville (km 1,0) arrêt facultatif
- Capbreton (km 8,6)
- Hossegor (km 11,0)
- Soorts (km 14,0)
- Seignosse (km 16,6)